# Queens Are Trumps: Kirifuda wa Queen
Queens Are Trumps: Kirifuda wa Queen (em japonês:  切り札はクイーン) é o quarto álbum de estúdio da banda japonesa Scandal. O álbum foi lançado no dia 26 de setembro de 2012, e estreou a 4ª posição na parada semanal da Oricon, vendendo 35 424 cópias na primeira semana. Scandal foi a primeira banda feminina a alcançar com quatro álbuns consecutivos o Top 5 da Oricon na semana de lançamento. O grupo de 1990 Rosa Sapphire anteriormente detinha o recorde, com três álbuns consecutivos no Top 5.

## Lista de faixas
| N.º | Título                                   | Letras                                  | Música                  | Arranjo          | Duração |  |
| 1.  | "Queens Are Trumps (切り札はクイーン)"   | Mami Sasazaki                           | BU-NI                   | BU-NI            | 3:41    |  |
| 2.  | "Taiyō Scandalous (太陽スキャンダラス)"  | Haruna Ono, NAOTO                       | NAOTO                   | NAOTO            | 5:06    |  |
| 3.  | "Pin Heel Surfer (ピンヒールサーファー)" | Sho Wada                                | Sho Wada                | Sho Wada         | 5:01    |  |
| 4.  | "Rock'n Roll"                            | Haruna Ono, Tomomi Ogawa, Yuichi Tajika | Yuichi Tajika           | Atsushi          | 3:54    |  |
| 5.  | "Bitter Chocolate (ビターチョコレート)"  | Tomomi Ogawa                            | Rina Suzuki             | Keita Kawaguchi  | 5:16    |  |
| 6.  | "Kill the Virgin"                        | Hajimetal, Junnnnn Sato                 | Hajimetal               | Hajimetal        | 5:01    |  |
| 7.  | "Koe (声)"                               | Ryota Yanagisawa                        | Ryota Yanagisawa        | Keita Kawaguchi  | 4:50    |  |
| 8.  | "Rising Star"                            | Haruna Ono, Tomohiro Okubo              | Tomohiro Okubo          | Atsushi          | 3:33    |  |
| 9.  | "Bright"                                 | Rina Suzuki, Yuichi Tajika              | Yuichi Tajika           | Keita Kawaguchi  | 5:17    |  |
| 10. | "Welcome Home"                           | Yuka Kawamura                           | Yuka Kawamura           | Tomohiro Okubo   | 4:00    |  |
| 11. | "HARUKAZE (春風)"                        | Scandal, Noriyasu Isshiki               | Noriyasu Isshiki        | Atsushi          | 4:37    |  |
| 12. | "Right Here"                             | JAMIL                                   | JAMIL, Satori Shiraishi | Satori Shiraishi | 4:13    |  |